# Batalion KOP „Sarny”
Batalion forteczny „Sarny” – oddział forteczny Korpusu Ochrony Pogranicza.

## Formowanie i zmiany organizacyjne
Utworzony z dniem 1 listopada 1937 rozkazem Ministra Spraw Wojskowych. Jednostka została sformowana na potrzeby budowanych umocnień odcinka Sarny, mających strzec wschodniej granicy II Rzeczypospolitej. Do czasu utworzenia dowództwa wojsk fortecznych batalion wchodził w skład pułku KOP „Sarny”.
Początkowo składał się z trzech kompanii, w miarę rozbudowy umocnień uzupełniony o czwartą. W stosunku do żołnierzy mających stanowić obsadę umocnień stosowano szczególne kryteria: wyłącznie narodowości polskiej, nieposzlakowani politycznie, nie posiadających rodziny w ZSRR, nie karanych za przestępstwa przeciw Państwu oraz nie podejrzewanych o sympatie komunistyczne. Podyktowane to było charakterystyką walk w umocnieniach, która wymagała od załóg wysokiego morale.
Z dniem 20 marca 1939 przeorganizowano dowództwo batalionu oraz trzy kompanie według nowych etatów. W tym terminie utworzono też 4 kompanię batalionu. Liczebność plutonów i kompanii była dostosowana do ilości schronów na danym odcinku; kompania obejmowała sektor, a pluton – rejon. Dodatkowo każdy rejon posiadał 1-3 plutony odwodowe, służące do lokalnych kontrataków. Przykładowo : 4 pluton 4 kompanii batalionu Sarny (mający obsadzić rejon Berducha) miał etatowo liczyć 120 osób. Zatwierdzony w kwietniu 1939 etat wojenny kompanii batalionu Sarny był następujący: 1 kompania miała liczyć 394 osoby (w tej liczbie 12 oficerów), 2 – 450 osób (17 oficerów), 3 – 503 osoby (16 oficerów), 4 zaś – 726 osób (22 oficerów).
Z dniem 15 maja 1939 batalion stał się oddziałem gospodarczym. Stanowisko kwatermistrza batalionu przemianowane zostało na stanowisko zastępcy dowódcy batalionu do spraw gospodarczych, płatnika na stanowisko oficera gospodarczego, zastępcy oficera materiałowego dla spraw uzbrojenia na zbrojmistrza, zastępcy oficera materiałowego dla spraw żywnościowych na oficera żywnościowego.

## Batalion KOP „Sarny” w 1939 i kampanii wrześniowej

### Mobilizacja i dalsze zmiany organizacyjno-kadrowe
Wraz z ogłoszeniem mobilizacji 23 marca, większość skadrowanych jednostek wysłano na zachodnią granicę, tworząc m.in.: kompanię forteczną Batalionu KOP „Hel”, Batalion Forteczny „Osowiec” oraz Batalion Forteczny „Mikołów”. Na zachodnią granice odesłano też dużą część uzbrojenia, które nie do końca uzupełniono. Po odesłaniu tych jednostek w batalionie pozostała niewielka ilość oficerów i szeregowych. Oddział uzupełniony został podczas mobilizacji alarmowej i powszechnej do stanu etatowego poprzez wcielenie rezerwistów powołanych przez Komendę Rejonu Uzupełnień Lublin i Kraśnik. Batalion osiągnął stan osobowy ok. 4000 żołnierzy. 

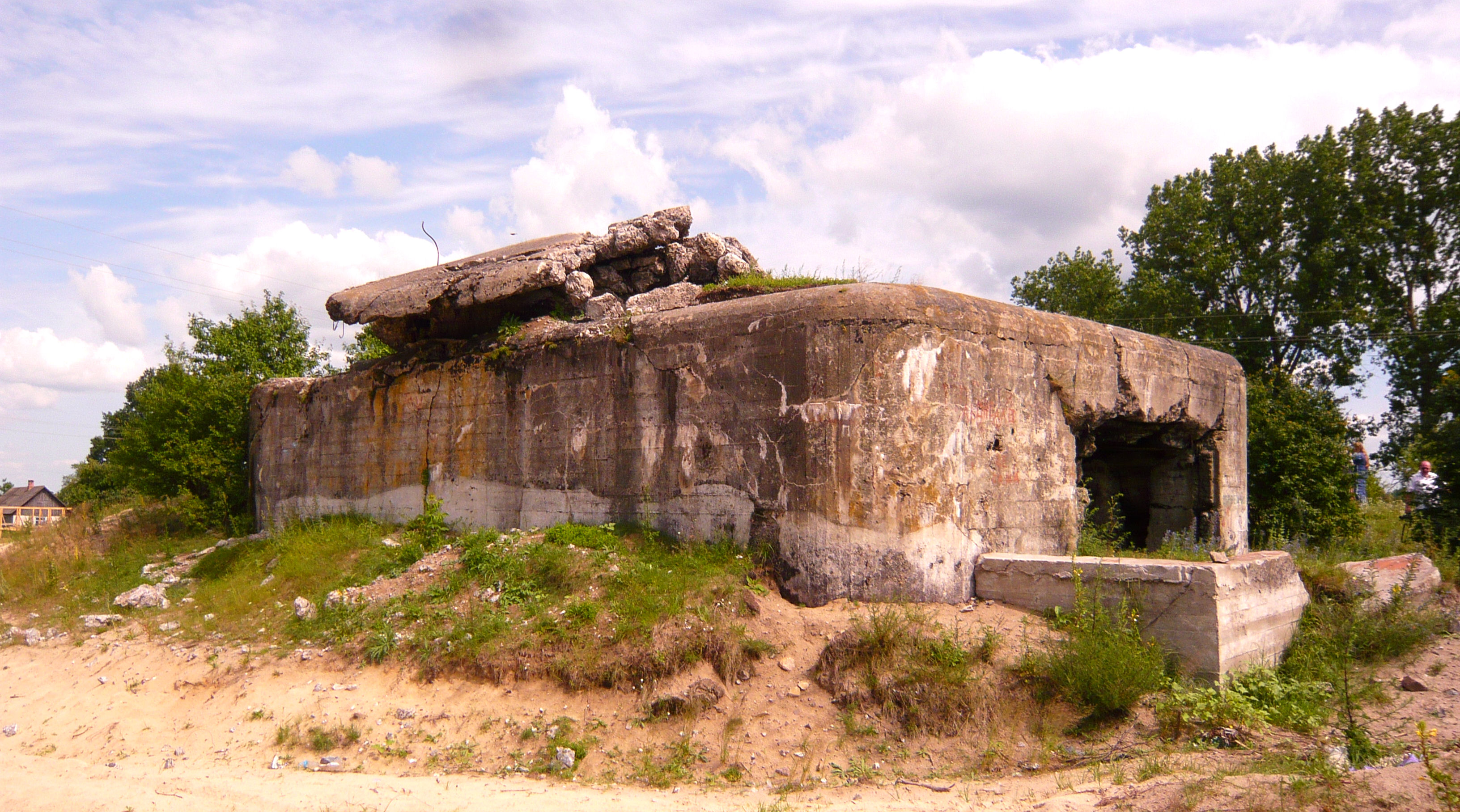
Schron, w którym zginął ppor. Jan Bołbott

### Działania bojowe

#### Obrona pozycji umocnionej
7 września 1939 dowództwo batalionu KOP „Sarny” przejął od ppłk. Nikodema Sulika, mjr Bronisław Brzozowski. 13 września dowódca pułku KOP „Sarny” otrzymał telefonicznie rozkaz o skierowaniu batalionów KOP „Sarny” i KOP „Małyńsk” transportem kolejowym w rejon na południe od Lwowa. Miejscem przeznaczenia batalionu jest zajęcie pozycji na tzw. „przedmościu rumuńskim”. Podjęto starania o pozyskanie i sformowanie taboru kolejowego. Przystąpiono do wymontowywania ze schronów bojowych uzbrojenia i ładowania amunicji  oraz broni i sprzętu do wagonów kolejowych. 15 września wieczorem załadowano do transportów kolejowych stan osobowy batalionu. 16 września na stacji kolejowej w Sarnach stały w gotowości do odjazdu transporty dowództwa batalionu, 1, 2 i 3 kompanii fortecznej i innych pododdziałów batalionowych. Na stacji kolejowej w Niemowiczach 4 kompanii fortecznej. Na miejscu pustych fortyfikacji miały chronić pododdziały wartownicze liczące po kilkunastych szeregowych z kompanii pod dowództwem ppor. rez. Korwatowskiego. Ze względu na zbombardowanie węzłów kolejowych w Równem i Sarnach oraz torów kolejowych w pobliżu Sarn, odjazd transportów stał się chwilowo niemożliwy i został odłożony do 17 września do godzin południowych.   
17 września, zgodnie z rozkazem ppłk Nikodema Sulika, wyładowano transporty, po czym skierowano jednostki w swoje rejony. 18 września minął na odtwarzaniu łączności i uzupełnianiu uzbrojenia i amunicji. Próby wysadzenia mostu nie powiodły się z uwagi na zbyt małą ilość materiału wybuchowego. O godz.19.00 przed pozycjami 4 kompanii pojawił się pododdział rozpoznawczy ze składu sowieckiej 60 Dywizji Strzelców z czołgami, po ostrzelaniu przez czołowe schrony wycofał się. W nocy okazało się, że pododdział piechoty sowieckiej opanował w nieustalony sposób schron strzegący podejść do rzeki i mostu żelbetowego na rzece Słucz, na jej wschodnim brzegu. 19 września po północy pod ogniem sowieckiej piechoty wycofała się czata nr 1, czołgi sowieckie ostrzelały czołowe schrony. Od godz.2.00 pod czołowe schrony i stanowiska polowe podeszły sowieckie pododdziały rozpoznające przedni skraj obrony, prowadząc wymianę ogniową, część z nich przeniknęła na tyły pozycji zdobywając i uprowadzając dwie armaty przeciwpancerne wz. 36 Bofors przydzielone do 4 kompanii fortecznej. Obserwację przedpola utrudniała zalegająca mgła. Około godziny 4:00 strona sowiecka wykonała natarcie siłami 224 pułkiem strzelców ze wsparciem 83 pułku artylerii haubic na linię umocnień. Pierwszym celem ataku był rejon „Berducha”, strzegący nieukończonego jazu na rzece Słucz. Natarcie prowadziły czołgi T-26 i T-37 i samochody pancerne, pod ich osłona podprowadzano piechotę oślepiając ogniem broni pokładowej obsługi broni maszynowej, podprowadzona piechota znalazła ukrycie za pozostawionymi po budowie schronów deskami i innymi zalegającymi nieuporządkowanymi materiałami. Skąd prowadziła ostrzał otworów strzelniczych. 358 pułk strzelców z 54 pułkiem artylerii lekkiej prowadził natarcie w kierunku cerkwi w miasteczku Tynne. Główne natarcie 60 DS kierowało się na sektor „Czudel”. Pod osłoną porannych mgieł przy moście przekroczył Słucz batalion strzelców 358 pułku wraz z 12 działami i podjął natarcie w kierunku Tynnego. Natarcie zaległo w ogniu broni maszynowej ze schronów. Bagna przed rzeką zatrzymały czołgi. Podciągnięte do pierwszego rzutu atakujących działa kalibru 122 mm i jedno 152 mm oślepiały i oszałamiały obsługi schronów, czasowo doprowadzając do wstrzymania ostrzału. Przez uchwycony most przeprawiły się następne pododdziały 358 ps. O godz. 5.40 358 ps uchwycił wschodni skraj Tynnego, celny ostrzał ze schronu koło cerkwi zadał duże straty sowieckiej piechocie, blokował przeprawę po moście. Schron był ostrzeliwany przez armatę 76,2 mm, a następnie przez podciągnięte działo 152 mm, oszołomiona ostrzałem załoga chwilowo przerwała ostrzał, co umożliwiło obłożenie go przez saperów materiałem wybuchowym i wysadzenie go. Dalsze posuwanie się piechoty sowieckiej powtrzymały pozostałe schrony łącznie ze schronem dowódcy 4 kompanii fortecznej. Rejony „Tynne-Wieś” i „Berducha” objęte zostały głównym natarciem oddziałów 60 DS. O godz.7.00 pomimo obrony rejonów sowieckie oddziały wniknęły w głąb sektora „Tynne”. 
Przed południem ciężar ataku przeniósł się na rejon „Tynne-Wieś” – dowodzony przez ppor. rez. Jana Bołbotta. Po południu został wysadzony schron dowódcy rejonu, zginął ppor. Jan Bołbott, wraz z którym zginęło 49 żołnierzy (jego schron mieścił pluton odwodowy). W godzinach wieczornych tego dnia ppłk Sulik wydał rozkaz wycofania się 4 kompanii z fortyfikacji. Następnie cały batalion wszedł w skład grupy KOP gen. Wilhelma Orlik-Rückemanna i brał udział w bitwach pod Szackiem i Wytycznem.
W rejonie Sarn sowieci rozstrzelali całą wziętą do niewoli kompanię z batalionu KOP „Sarny”, razem 280 żołnierzy i oficerów.

## Żołnierze batalionu
Dowódcy batalionu
- ppłk Nikodem Sulik (XI 1937 – 1939)[13]
- mjr piech. Bronisław II Brzozowski (1939)[14]

Ostatnia „pokojowa” obsada personalna w marcu 1939
- dowódca batalionu – ppłk Nikodem Sulik
- I zastępca dowódcy – mjr art. Antoni Korpal
- adiutant – kpt. piech. Roman Eugeniusz Kobrzyński
- oficer łączności – kpt. łączn. Romuald Galicki
- oficer saper – kpt. sap. Jan Hupa
- oficer broni – por. uzbr. Zygmunt Stefan Rękosiewicz
- oficer ds. chemicznych – kpt. Stefan Ornowski
- lekarz medycyny – por. lek. dr Włodzimierz Władysław Eugeniusz Bieniek
- II zastępca dowódcy (kwatermistrz) – kpt. adm. (piech.) Stanisław Grzegorz Paczkowski
- oficer mobilizacyjny – kpt. Alfons Jabłoński
- oficer materiałowy – kpt. adm. (piech.) Józef Borak
- oficer gospodarczy – por. int. Franciszek Karol Sankowski
- dowódca 1 kompanii – mjr Stanisław Jan Ludwik Amon[c].
- dowódca plutonu – kpt. Wojciech Rudnik
- dowódca plutonu – por. Stanisław II Kałużny
- dowódca plutonu – por. Bronisław Sienkiewicz
- dowódca plutonu artylerii – por. Jerzy Jabłoński
- dowódca 2 kompanii – mjr piech. Bronisław II Brzozowski
- dowódca plutonu – por. Bronisław Brauliński
- oficer plutonu – por. Witold Kazimierz Kiewlicz
- oficer plutonu – por. Edward Jan Lis
- dowódca plutonu – por. Jan Jakub Urban
- oficer plutonu – por. Lucjan Kossowski
- dowódca plutonu artylerii – kpt. art. Tadeusz Jan Jabłoński
- dowódca 3 kompanii – mjr Tadeusz Marian Fischer[d].
- dowódca plutonu – por. Jan Aleksander Kuczkowski
- oficer plutonu – por. Władysław Mostowski
- oficer plutonu – por. Stanisław Żukowski
- dowódca plutonu – por. Bolesław Szydłowski
- oficer plutonu – por. Władysław Kaufman
- dowódca plutonu artylerii – kpt. art. Stefan Eustachy Wąsicki
- oficer plutonu – por. Jerzy Szczepan Ropek
- dowódca 4 kompanii – mjr Zygmunt Reliszko
- dowódca plutonu – kpt. Emil Edmund Markiewicz
- oficer plutonu – por. Aleksander Józef Stypułkowski
- dowódca plutonu – kpt. Władysław Nikszto
- dowódca plutonu – kpt. Władysław Raginis
- oficer plutonu – por. Jan I Zawadzki
- dowódca plutonu – kpt.  Wacław Roman Zimny
- dowódca plutonu artylerii – kpt. art. Józef Szrajbert
- oficer plutonu – por. Czesław Grombczewski
- oficer plutonu – por. Józef Rzepecki
- oficer plutonu – por. Stanisław Błażej Piklikiewicz

we wrześniu 1939
- dowódca batalionu – ppłk  Nikodem Sulik (do 7 IX 1939), mjr piech. Bronisław II Brzozowski (od 7 IX 1939)[e]
- I adiutant – kpt. piech. Roman Eugeniusz Kobrzyński[f]
- II adiutant – ppor. piech. rez. Franciszek Kaszubowski[g]
- oficer artylerii – kpt. art. Marian Fijałkowski[h]
- oficer łączności – kpt. łącz. Romuald Galicki[i]
- oficer saper – kpt. sap. Jan Hupa
- oficer broni – por. uzbr. Zygmunt Stefan Rękosiewicz
- oficer ds. chemicznych – kpt. Stefan Ornowski
- lekarz medycyny – por. lek. dr Włodzimierz Władysław Eugeniusz Bieniek
- kwatermistrz – kpt. adm. (piech.) Stanisław Grzegorz Paczkowski[j]
- oficer mobilizacyjny – kpt. Alfons Jabłoński
- oficer materiałowy – kpt. adm. (piech.) Józef Borak
- oficer płatnik – por. int. Franciszek Karol Sankowski
- dowódca 1 kompanii ckm „Somino” – kpt. piech. Władysław Nikszto
- dowódca 2 kompanii ckm „Straszów” – por. piech. Jan Jakub Urban
- dowódca 3 kompanii ckm „Czudel” – kpt. piech. Wacław Roman Zimny
- dowódca 4 kompanii ckm „Tynne” – kpt. piech. Emil Edmund Markiewicz[k]
- dowódca plutonu artylerii – por. art. Stanisław Błażej Piklikiewicz
- oficer plutonu – ppor. art. rez. Stanisław Patyra[l]
- obserwator – por. Stanisław Maciąg
- dowódca tradytora – por. Kazimierz Józef Kasprzycki
- funkcja nieznana – ppor. rez. Wincenty Walerian Tracewski †9–11 IV 1940 Katyń[36]
- funkcja nieznana – ppor. Bronisław Włodarczyk
- dowódca plutonu piechoty – por. br. panc. rez. Józef Sobieski[m] (od 17 IX 1939)